# 2-Heptanol
2-Heptanol là một hợp chất hóa học là đồng phân của heptanol. Đây là một alcohol bậc hai với hydroxyl ở nguyên tử cacbon thứ hai của mạch bảy nguyên tử cacbon.